# Oficina de Seguridad de la Agencia Nacional de Policía (Japón)
La Oficina de Seguridad  (en japonés: 警備局 Keibi-kyoku?), es uno de los departamentos internos de la Agencia Nacional de Policía de Japón.

## Función
El Departamento de Seguridad de la Oficina de Seguridad supervisa el área de seguridad interna del Departamento de Policía Metropolitana, de las oficinas de policía regionales de cada prefectura y la oficina de Seguridad Comunitaria.
El Departamento de Inteligencia y Relaciones Exteriores es el encargado de las comunicaciones con las organizaciones supranacionales, así como de la contra-inteligencia y antiterrorismo nacional e internacional.

## Historia
La Oficina de Seguridad de la ANP tiene su origen en la División de Seguridad creada por el Comandante Supremo de las Fuerzas Aliadas por el Real Decreto n.º 577, de 1945. Al año siguiente la división se separa en dos secciones para asuntos de transporte y de contraespionaje, esta segunda pensada especialmente para la lucha contra células comunistas en el país.
El 8 de junio de 1954 se promulga una nueva Ley de la Policía, en la que la Oficina de Seguridad, tanto en su organización como sus funciones ya viene incluida. El 1 de julio, con la creación de la Agencia Nacional de Policía, la Oficina de Seguridad pasa a depender de esta en vez del Ministerio del Interior.
En 2004 la sección de transportes pasa a ser el Departamento de Información de Asuntos Exteriores, mientras que la sección de la oficina de contramedidas para el Terrorismo Internacional es promovida al nivel de división. El 1 de abril de 2019 se modificó la Ley de policía y se estableció el Departamento de Administración de Seguridad en la Oficina de Seguridad. La División de Administración de Seguridad tendrá una División de Seguridad en la primera sección que llevará a cabo labores de seguridad y protección a gran escala; y una División de Seguridad en la segunda sección que manejará situaciones de emergencia como catástrofes naturales o ataques terroristas.

## Organización
- División de Planificación de Seguridad
  - Oficial de Planificación de Investigación de Seguridad
  - Investigador de investigación de seguridad
  - La sala de análisis de información de imagen se establecerá el 1 de abril de 2007.
  - Sala de análisis de información general: se refiere colectivamente como "I S 班" o "7 Associates", "Zero Nana", etc., para recopilar información amplia.
  - Sala de control de crisis
  - ciberataque Centro de Análisis - ciber ataque oficial de contramedidas
  - Chiyoda - Investigador es guiar el trabajo de la policía de seguridad pública a cargo. La palabra secreta "Chiyoda" es famosa y también se llama "cero".
- División de Seguridad Pública
  - Sala de preparación de información de seguridad.
  - Sala de medida del ala derecha.
  - Sala de control extrema izquierda
  - Oficina de Contramedidas Especiales para Delitos

### Departamento de operaciones de seguridad
- División de seguridad 1
  - Investigador de seguridad
- Sección de Seguridad 2

### Departamento de Asuntos Exteriores
- División de Asuntos Exteriores
  - Oficina de investigación de tecnología externa: una instalación de intercepción telefónica llamada "Yama" en secreto, controlará todo el país en la sede de la ciudad de Hino.
  - Oficina de Investigación de Asuntos Exteriores
  - Oficial de Medidas Especiales de Asuntos Exteriores
  - Oficial de control de exportaciones no autorizado
- División de Contramedidas de Terrorismo Internacional
  - Oficial Internacional de Terrorismo

## Legalidad
Los asuntos administrativos están regulados en el artículo 24 de la Ley de policía (Ley N.º 162 de 1949).
```
(Departamento de trabajo de la oficina de seguridad)
Artículo 24. La Oficina de Seguridad es responsable de los siguientes asuntos relacionados con los asuntos bajo la jurisdicción de la Agencia Nacional de 
Policía.
1 Asuntos sobre la seguridad de la policía. 
2 Asuntos internos sobre la policía. 
3 Asuntos sobre seguridad nacional. 
4 Aplicación de medidas de seguridad. 
5 Asuntos relacionados con el art. 71 sobre medidas para hacer frente a las emergencias y su implementación. 
(2) El Departamento de Información de Asuntos Exteriores, entre los trabajos de oficina enumerados en el punto (i) del párrafo anterior, tomará el control de negocios cuya actividad se de en Japón o, de ser en el extranjero, la sede de la empresa se encuentre en el país.
```

División de Seguridad, Ordenanza de la Agencia Nacional de Policía (30 de junio de 1950, Orden del Gabinete n.º 180) Artículo 36-41, Reglamento de aplicación de la ley policial (30 de junio de 199, Ordenanza del Primer Ministro n.º 44) Está prescrito en el artículo 43-52, y las instrucciones relativas a los detalles de la organización interna de la Agencia Nacional de Policía (14 de marzo de 1954 Reglamento de la Agencia Nacional de Policía N°4).